# NGC 1666
NGC 1666 este o galaxie lenticulară situată în constelația Eridanul. A fost descoperită în 1 noiembrie 1886 de către Lewis A. Swift. Se află la o distanță de 37,77 de megaparseci de Pământ.